# SERT 2A
SERT 2A (von englisch Space Electric Rocket Test) war ein Satellit der US-amerikanischen Weltraumbehörde NASA und der zweite Satellit im Rahmen des Space Electric Rocket Test Programmes. Im Rahmen des Programmes sollten elektrische Ionentriebwerke entwickelt und getestet werden.

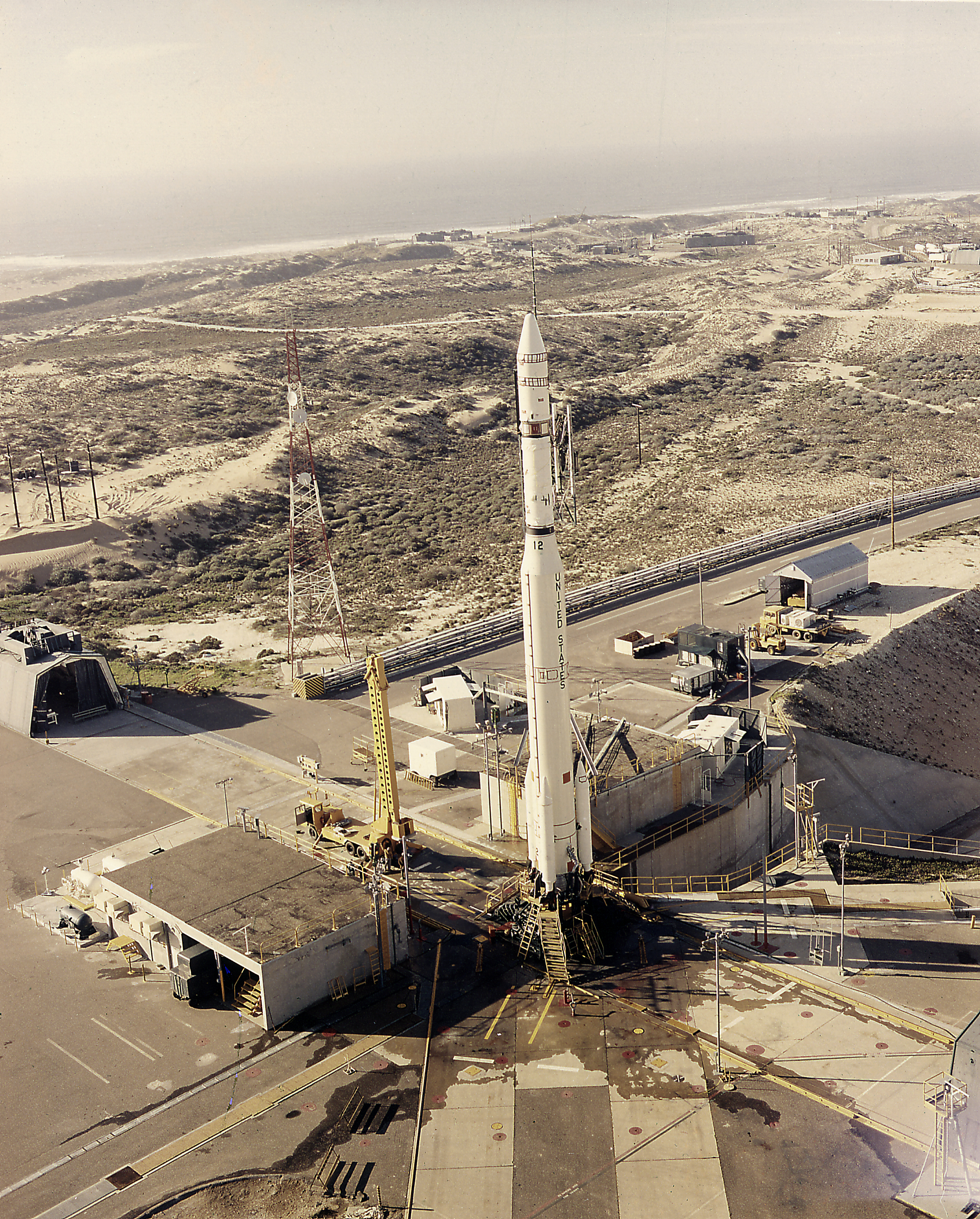
Thorad Agena mit SERT 2-A auf der Startrampe

## Aufbau
Der zylinderförmige Satellit verwendete die Agena-D-Oberstufe als Basisstruktur und hatte eine Länge von 762 cm und einen Durchmesser von 152 cm sowie eine Masse von 2000 kg. SERT 2A verfügte über zwei Solarzellenflächen mit einer Größe von 105 × 570 cm. Sie versorgten die zwei Quecksilber-Ionentriebwerke mit Energie (Gesamtleistung 1,5 kW). Aufgrund der geringen Leistung der Solarzellen konnte immer nur ein Triebwerk betrieben werden.

## Mission
Nach dem erfolgreichen Start wurden die Ionentriebwerke an Bord für unterschiedlich lange Dauer gestartet. Die Ionentriebwerke an Bord wurden bis 1981 betrieben. Dabei erreichte ein Triebwerk eine Gesamtbetriebszeit von 2011 Stunden, das andere eine von 3781 Stunden. Insgesamt wurden die Triebwerke 300 mal gestartet. Aufbauend auf diesen Erfahrungen mit Ionentriebwerken wurde z. B. die Raumsonde Deep Space 1 mit vergleichbarer Technologie ausgerüstet.